# Виноградов Сергій Олександрович
Сергій Олександрович Виноградов (25 травня 1907, Хвалинськ, тепер Саратовської області, Російська Федерація — 27 серпня 1970, Москва) — радянський діяч, дипломат, надзвичайний і повноважний посол СРСР у Туреччині, Франції та Об'єднаній Арабській Республіці, голова Комітету з питань радіомовлення при Раді міністрів СРСР. Член Центральної Ревізійної Комісії КПРС у 1956—1966 роках.

## Життєпис
Трудову діяльність розпочинав наймитом.
Член ВКП(б) з 1926 року.
У 1929 році закінчив Ленінградський обласний комуністичний університет. У 1934 році закінчив чотири курси Ленінградського державного університету. У 1938 році закінчив два курси інституту Червоної професури.
У 1938—1939 роках — завідувач кафедри марксизму-ленінізму Промислової академії.
З 1939 року працював в системі Народного комісаріату закордонних справ СРСР.
До 7 вересня 1940 року — радник-посланник Посольства СРСР у Туреччині.
17 вересня 1940 року — 24 лютого 1948 року — повноважний представник (з 1941 року — надзвичайний і повноважний посол) СРСР у Туреччині.
З лютого 1948 по 1949 рік — завідувач відділу в справах Організації Об'єднаних Націй Міністерства закордонних справ (МЗС) СРСР.
У 1949—1950 роках — завідувач 1-го Європейського відділу МЗС СРСР.
У 1950 — 15 березня 1953 року — голова Комітету з питань радіомовлення при Раді міністрів СРСР.
З березня по липень 1953 року — начальник Головного управління радіомовлення (телебачення) Міністерства культури СРСР.
7 липня 1953 — 24 березня 1965 року — надзвичайний і повноважний посол СРСР у Франції.
З березня 1965 по червень 1967 року — в апараті Міністерства закордонних справ СРСР, член Колегії МЗС СРСР.
29 серпня 1967 — 27 серпня 1970 року — надзвичайний і повноважний посол СРСР в Об'єднаній Арабській Республіці (Єгипті).
Помер після важкої нетривалої хвороби 27 серпня 1970 року. Похований 31 серпня 1970 року на Новодівочому цвинтарі Москви.

## Нагороди і звання
- орден Леніна (5.11.1945)
- чотири ордени Трудового Червоного Прапора (3.11.1944, 1966)
- кавалер Великого хреста ордена Почесного легіону (Франція) (2.11.1965)
- медалі
- надзвичайний і повноважний посол СРСР